# Lịch sử thức uống có cồn

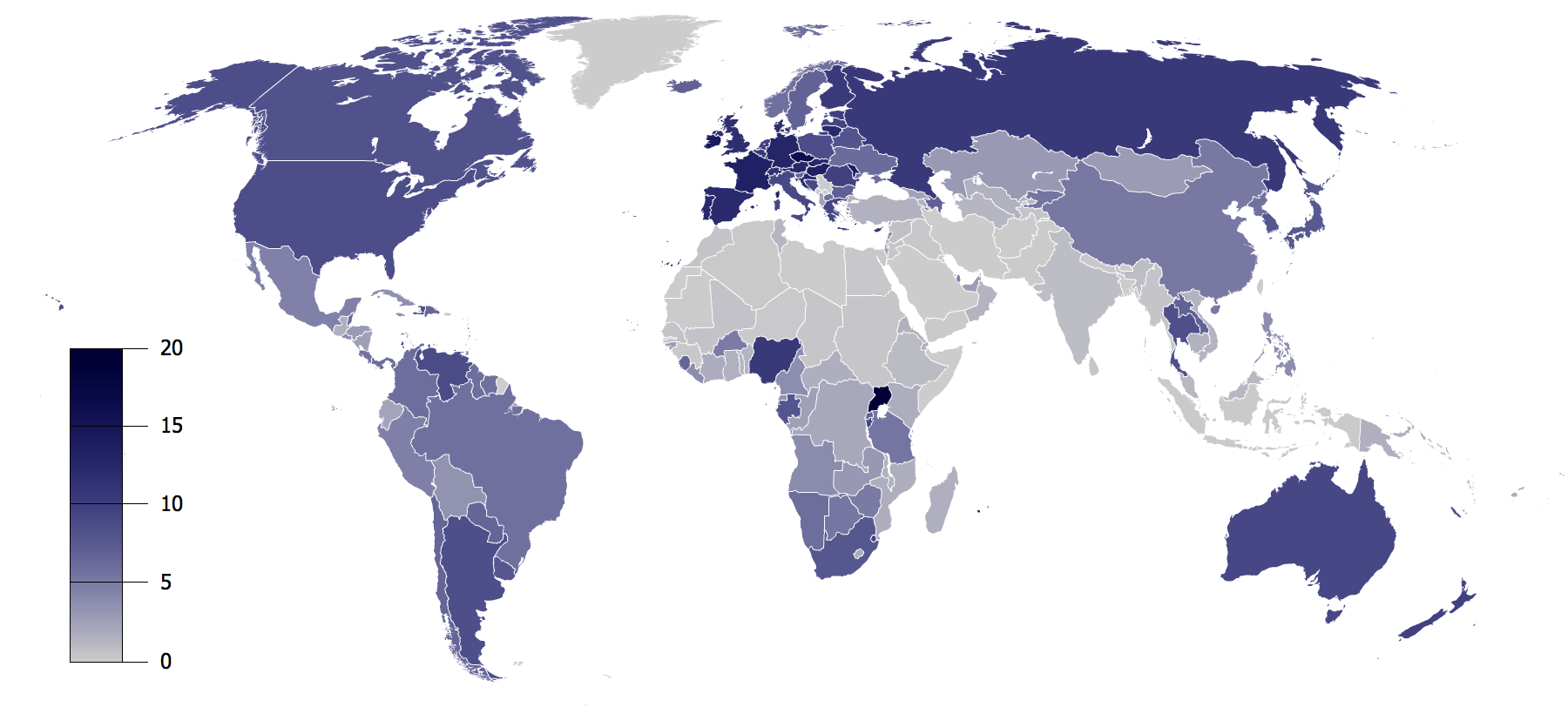
Tổng lượng cồn tiêu thụ trên đầu người trên thế giới, tính theo lít cồn nguyên chất

Việc sản xuất có mục đích thức uống có cồn là phổ biến trong nhiều nền văn hóa, thường phản ánh càng nhiều càng tốt các đặc trưng về tôn giáo và văn hóa của các nền văn hóa đó dựa trên các điều kiện địa lý và xã hội.
Việc phát hiện ra các bình bia có niên đại cuối thời đại đồ đá đã chỉ ra một thực tế rằng thức uống lên men có chủ đích đã tồn tại vào khoảng 10.000 năm trước công nguyên.

## Thời kỳ cổ đại

### Ấn Độ
Thức uống có cồn trong nền văn minh thung lũng Indus xuất hiện vào thời đại đồ đồng đá. Những thức uống này được sử dụng vào khoảng 3000 đến 2000 năm TCN. Sura là một loại thức uống được ủ từ bột gạo, lúa mì, mía đường, nho và các loại hoa quả khác đã rất phổ biến trong giới Đẳng cấp võ sĩ hay tầng lớp chiến binh (Kshatriya) và nông dân. Sura được coi như một thức uống yêu thích ở Indra.
Các văn bản cổ Ayurveda Hindu mô tả việc sử dụng thức uống có cồn làm từ thiện cũng như hậu quả của nhiễm độc cồn và các bệnh do thức uống có cồn gây ra. Các văn bản Ayurveda kết luận rượu là một loại thuốc nếu sử dụng hợp lý, nhưng nó sẽ trở thành thuốc độc nếu sử dụng nhiều. Hầu hết người dân ở Ấn Độ và Trung Quốc vẫn tiếp tục cho lên men một phần nông sản của mình và ủ các sản phẩm thành thức uống có cồn.
Ở Ấn Độ cổ đại, rượu đã được sử dụng chính thống. Văn học Vệ Đà cũng đề cập tới việc các tầng lớp tăng lữ sử dụng rượu.
Hai sử thi Hindu là Ramayana và Mahabharata, cũng đề cập đến việc sử dụng thức uống có cồn. Trong sử thi Ramayana, việc dùng thức uống có cồn được mô tả trong một sự phân chia tốt/xấu. Những nhân vật ở phe xấu ăn thịt uống rượu trong khi nhân vật ở phe tốt ăn chay. Tuy nhiên, trong sử thi Mahabharata, các nhân vật không phân chia thành phe thiện - ác
Ngoài ra việc kiêng không sử dụng rượu cũng được rao giảng là một giá trị đạo đức ở Ấn Độ bởi Mahavira, Phật Thích Ca.

### Ba Tư
Một bước tiến lớn trong sự hiểu biết của chúng ta về việc sản xuất rượu trong thời đại đồ đá mới có được nhờ việc phân tích dư lượng vàng được khai quật bởi Mary M. Voigt tại Hajji Firuz Tepe, phía bắc dãy núi Zagros ở Iran. Một vại với thể tích khoảng 9 lít (2,5 gallon) được tìm thấy cùng với 5 vại tương tự trong tầng đất dọc theo một bức tường một "nhà bếp" của một tòa nhà thời kỳ đồ đá mới có niên đại khoảng 5400-5000 năm TCN.

### Ai Cập
Việc sản xuất bia bắt đầu từ thuở  ban đầu của nền văn minh Ai Cập cổ đại và thức uống có cồn vào thời điểm đó đóng một vai trò rất quan trọng. Người Ai Cập cổ đại thờ thần Osiris, vị thần này được thờ cúng tại nhà cũng như nơi thờ tự lớn trên khắp Ai Cập trong khi các vị thần khác chỉ được thờ ở địa phương hay gia đình. Người Ai Cập tin rằng vị thần quan trọng này đã phát minh ra bia, một thứ thức uống được xem là thiết yếu của cuộc sống; bia được ủ ngay tại nhà của người dân vào thời đó.
Cả bia và rượu vang đều được tôn sùng và dâng lên cho các vị thần. Các hầm rượu và máy ép rượu vang thậm chí có cả một vị thần coi quản và chữ viết tượng hình riêng. Người Ai Cập cổ đại đã làm ít nhất 17 loại bia và ít nhất 24 loại rượu vang. Thức uống có cồn được sử dụng trong các dịp vui chơi, hội hè, ngày lễ, dinh dưỡng, y học, nghi lễ, tang lễ và thậm chí còn được dùng để trả công. Người Ai Cập cổ đại cũng trữ thức uống trong ngôi mộ của người quá cố, để người quá cố sử dụng ở thế giới bên kia.
Nhiều nghiên cứu về thời kỳ này nhấn mạnh tầm quan trọng của việc sử dụng chừng mực thức uống có cồn, chúng đều là tiêu chuẩn của tôn giáo và thế tục. Trong khi người Ai Cập thường có vẻ không coi say rượu là một vấn đề, họ được cảnh báo không nên tới các quán rượu (thường là nhà thổ) và uống rượu quá mức. Sau khi xem xét nhiều bằng chứng về việc sử dụng rộng rãi nhưng có chừng mực thức uống có cồn, nhà sử học và hóa sinh dinh dưỡng William J. Darby đã đi tới một nhận xét quan trọng nhất: tất cả các nghiên cứu đều bị biến dạng bởi thực tế rằng những người sử dụng có chừng mực "đã bị lu mờ bởi những bản sao náo nhiệt hơn của chính họ, những người đã thêm 'màu sắc' vào lịch sử." Vì vậy, việc sử dụng quá độ rượu trong suốt lịch sử nhận được một số lượng chú ý không cân xứng. Những người lạm dụng rượu thường là nguyên nhân của nhiều vấn đề, thu hút sự chú ý về phía mình, họ cũng chính là những người có khả năng cao vi phạm pháp luật. Phần lớn những người uống rượu, do không có kinh nghiệm và cũng không phải là nguyên nhân gây nên các trở ngại, nên thường không đáng được chú ý. Do đó, những nhà nghiên cứu và các tác giả chủ yếu bỏ qua việc sử dụng chừng mực thức uống có cồn.

### Trung Quốc
Bằng chứng sớm nhất của rượu ở Trung Quốc là các bình rượu từ Cổ hồ (Jiahu-賈湖遺址) có niên đại khoảng 7000 năm TCN. Thức uống có cồn sớm nhất được làm bằng cách lên men gạo, mật ong và trái cây.
Một loạt thức uống có còn đã được sử dụng ở Trung Quốc từ thời đại Đồ đá cũ. Rượu có tên gọi ở Trung Quốc là tửu, được coi là một món ăn tinh thần hơn là một nguyên liệu thực phẩm, và các tài liệu cổ đã minh chứng cho vai trò quan trọng của nó trong đời sống tôn giáo. "Trong thời cổ đại mọi người luôn uống rượu khi tổ chức một buổi lễ kỷ niệm, các lễ tế thần hoặc tổ tiên, trước mỗi trận chiến, ăn mừng chiến thắng, trước khi hành quyết phạm nhân, thực hiện lời thề trung thành, trong các buổi lễ đầy tháng trẻ, đám cưới, đoàn tụ, khởi hành, việc hiếu và các bữa tiệc."
Một chỉ dụ của triều đình nhà Thương vào khoảng năm 1116 TCN đã nói rõ về việc sử dụng rượu có chừng mực đã được trời quy định. Trời đã quy định có hay không có nó, điều này hiển nhiên có lợi cho ngân khố quốc gia. Vào thời Marco Polo (1254–1324), người ta uống rượu hàng ngày và đó là một trong những nguồn thu lớn nhất của ngân khố.
Thức uống có cồn đã được sử dụng rộng rãi trong tất cả các tầng lớp của xã hội Trung Quốc, nó được dùng như một nguồn cảm hứng, thể hiện cho lòng mến khách, là một phương thuốc giải quyết mệt mỏi, và đôi khi được sử dụng sai mục đích. Các bộ luật cấm làm rượu đã được ban hành và bãi bỏ 41 lần từ năm 1100 TCN tới năm 1400 sau công nguyên. Tuy nhiên, một nhà bình luận viết vào khoảng năm 650 TCN đã khẳng định rằng thiên hạ "sẽ không làm việc nếu thiếu rượu. Việc cấm rượu và kiêng rượu đã vượt quá sức mạnh của các nhà hiền triết. Do đó, chúng ta phải cảnh báo về sự lạm dụng rượu."

### Babylon
Bia là nước giải khát chính của người Babylon, vào khoảng 2700 năm TCN họ đã thờ cúng một vị thần rượu vang và các vị thần rượu khác. Người Babylon thường xuyên sử dụng cả bia và rượu để dâng cho các vị thần của họ. Khoảng năm 1750 TCN, bộ luật Hammurabi nổi tiếng cũng đã đề cập tới rượu. Tuy nhiên, không có hình phạt đối với người say rượu; thực tế nó còn không đề cập tới việc đó. Mối quan tâm chính mà bộ luật đề cập là việc kinh doanh rượu công bằng. Tuy nhiên, mặc dù việc say rượu không phải là một tội, nhưng người Babylon đã phê phán việc say rượu.

### Hy Lạp
Khi nghệ thuật làm rượu vang truyền đến bán đảo Hy Lạp vào khoảng năm 2000 TCN, thì thức uống có cồn đầu tiên được sử dụng rộng rãi ở Hy Lạp là rượu mật ong, một loại thức uống lên men từ mật ong và nước. Tuy nhiên, khoảng năm 1700 TCN, việc làm rượu vâng đã trở nên phổ biến, và trong suốt ngàn năm sau đó việc uống rượu được thừa nhận là có cùng chức năng thường được thấy trên khắp thế giới: nó được đưa vào các nghi lễ tôn giáo, trở nên quan trọng trong việc thể hiện lòng hiếu khách, nó còn được sử dụng cho mục đích y học và trở thành một phần của bữa ăn hàng ngày. Vì nó là nước giải khát, nên nó được sử dụng bằng nhiều cách: uống lạnh hoặc ấm, nguyên chất hoặc pha với nước, hương liệu và gia vị.
Nhiều tác giả đương thời quan sát thấy rằng người Hy Lạp là một dân tộc ôn hòa nhất trong các dân tộc cổ đại. Điều này dường như là kết quả của việc họ thực hiện nguyên tắc uống có chừng mực của mình, họ ca tụng việc sử dụng điều độ, tránh lãnh phí nói chung. Một ngoại lệ trong lý tưởng dùng rượu có chừng mực là việc thờ cúng thần Dionysus, những người thờ cúng vị thần này tin rằng say xỉn sẽ đưa họ tới gần với vị thần của mình.
Trong khi việc say rượu thường xuyên là rất hiếm, thì việc say xỉn ở các bữa tiệc và lễ hội lại không phải là điều bất thường. Thực tế, trong các buổi tiệc rượu đêm của một nhóm đàn ông, họ thường đàm luận, vui chơi và uống rượu, cuối buổi tiệc hầu như ai cũng trong tình trạng say xỉn. Tuy nhiên, không có tài liệu tham khảo nào trong văn học Hy Lạp cổ đại đề cập tới những nhóm người Hy Lạp say xỉn, các tài liệu đó thường đề cập tới những người say rượu ở các dân tộc khác. Năm 425 TCN, những cảnh bảo về việc dùng rượu quá mức, đặc biệt là ở các tiệc rượu đêm đã trở nên thường xuyên hơn.
Xenophon (431-351 TCN) và Plato (429-347 TCN) đều đề cao việc dùng rượu có chừng mực sẽ có lợi cho sức khỏe và giúp con người ta hạnh phúc, nhưng cả hai ông đều chỉ trích việc uống say, dường như nó đã trở thành một vấn đề. Hippocrates (khoảng 460-370 TCN) đã xác định được rất nhiều đặc tính y học của rượu vang, từ lâu nó đã được sử dụng trong y học. Sau đó, cả Aristotle (384-322 TCN) và Zeno (khoảng 336-264 TCN) cũng đều phê phán chỉ trích việc say rượu.
Trong số những dân tộc Hy Lạp, người Macedonia lại xem việc say rượu là một biểu hiện của sự nam tính và họ cũng nổi tiếng là những kẻ say rượu. Mẹ của Alexander Đại đế (356-323 TCN), là một người sùng bái thần Dionysus.

### Rome
Vị thần rượu vang của người Hy Lạp là thần Bacchus, còn Dionysus là vị thần bảo trợ cho nông nghiệp và nhà hát. Dionysus cũng còn được gọi là Người giải phóng (Eleutherios), giải phóng con người khỏi những điều tầm thường của chính họ bằng sự điên rồ, ảo giác và rượu vang. Nhiệm vụ thiêng liêng của Dionysus là hòa trộn âm nhạc của aulos và mang lại một cái kết của chăm sóc và lo lắng. Các học giả đã thảo luận mối quan hệ của Dionysus với "việc thờ cúng các linh hồn" và khả năng của Dionysus là mang thông tin giữa sự sống và cái chết.

### Châu Mỹ thời kì tiền Columbus
Một số nền văn minh của người châu Mỹ bản địa đã phát triển thức uống có cồn. Nhiều biến thể của những loại thức uống này hiện vẫn được sản xuất cho tới ngày nay.
Pulque, hay octli là một thức uống có cồn được lên men từ nước ép của cây thùa (maguey), đây là một thức uống truyền thống bản địa của Mesoamerica. Mặc dù thường được cho là một loại bia, carbohydrate chính một dạng phức tạp của fructoza hơn là tinh bột. Pulque được mô tả trong các tấm đá chạm khắc của người châu Mỹ bản địa từ rất sớm vào khoảng năm 200 SCN. Nguồn gốc của pulque hiện vẫn là bí ẩn, nhưng do vị trí quan trọng của nó trong tôn giáo, nên có nhiều câu chuyện dân gian giải thích nguồn gốc của nó.
Balché là tên của một loại rượu mật ong được ủ bởi người Maya, loại rượu này liên kết với thần Acan của người Maya. Thức uống này có cùng tên với cây balché (Lonchocarpus violaceus), vỏ cây được lên men với nước và mật ong của giống ong bản địa.
Tepache là một loại thức uống có cồn nhẹ của người bản địa México, nó được làm bằng cách lên men dứa, bao gồm cả vỏ trong thời gian 3 ngày.
Tejuino, cũng là tên một nhà nước cổ của người México ở Jalisco, đây là một loại thức uống làm từ ngô và bột masa lên men.
Chicha là một từ tiếng Tây Ban Nha cho các loại thức uống lên men truyền thống bắt nguồn từ vùng Andes ở Nam Mỹ. Nó có thể được làm từ ngô, gốc sắn (còn được gọi là yuca hay cassava) hoặc hoa quả cùng với những thứ khác. Trong Đế chế Inca, phụ nữ thường được dạy các kỹ thuật để làm chicha trong các Acllahuasis (trường dành cho nữ giới). Chicha de jora được chuẩn bị bằng ngô nảy mầm, làm thành đường mạch nha, đun sôi dịch mạch nha, và lên men trong các thùng lớn, chum đất nung lớn truyền thống trong vài ngày. Trong một số nền văn hóa, thay vì ngô nảy mầm, họ dùng bột ngô, ngô đặt ở dưới đất, được làm ẩm bằng miệng của người làm chicha và tạo hình thành các quả bóng nhỏ, sau đó được làm dẹt và làm khô. Các enzyme diastase tự nhiên trong nước bọt của người làm chicha xúc tác phân hủy tinh bột ngô thành đường mantoza. Chicha de jora được làm và dùng trong các cộng đồng khắp dùng Andes trong nhiều thế kỷ. Người Inca dùng chicha cho mục đích nghi lễ và tiêu thụ số lượng lớn trong các lễ hội tôn giáo. Những năm gần đây, Chicha truyền thống ngày càng trở nên hiếm hoi. Chỉ một số ít các thị trấn và làng mạc ở miền nam Peru và Bolivia hiện vẫn còn làm loại thức uống này.
Cauim là một loại thức uống có cồn truyền thống của người châu Mỹ bản địa ở Brasil. Nó vẫn được làm cho tới ngày nay tại các vùng sâu hẻo lánh ở Panama và Nam Mỹ. Cauim rất giống với chicha và nó cũng được làm bằng cách lên men sắn hoặc ngô, đôi khi pha thêm hương vị của nước ép trái cây. Người anh-điêng Kuna ở Panama dùng cây ma đề để làm Cauim. Một đặc điểm đặc trưng của thức uống là nguyên liệu ban đầu được nấu chín, rồi được nhai, và nấu chín lại trước khi để lên men. Giống như trong cách làm chicha, các enzym từ nước bọt của người làm cauim phá vỡ cấu trúc của tinh bột và biến nó thành đường lên men.
Tiswin, hay niwai là một loại thức uống lên men nhẹ được dùng trong nghi lễ, nó được nhiều nền văn hóa từ vùng tây nam Hoa Kỳ và miền Bắc México sử dụng. Với người Apache, tiswin được làm từ ngô, trong khi với người Tohono O'odham họ lại ủ tiswin từ nhựa cây xương rồng. Tarahumara, còn gọi là tesgüino, có thể được làm từ một loạt các thành phần khác nhau. Bằng chứng khảo cổ gần đây nhất đã tiết lộ việc sản xuất chất làm say dựa trên ngô của tổ tiên người Pueblo.
Ngoài ra còn có Iroquois là một loại thức uống có cồn nhẹ được làm bằng cách lên men từ nhựa cây phong đường.

### Châu Phi vùng Hạ Sahara
Rượu cọ dừa đóng một vai trò quan trọng trong xã hội của người châu Phi.
Thức uống có cồn loãng, giống cháo đã tồn tại trong xã hội truyền thống trên khắp lục đại châu Phi, được làm bằng quá trình lên men của cây lúa miến, kê, chuối hoặc hiện nay bằng sắn hay ngô.

## Thời Trung cổ

Mô hình của bộ chưng cất

Bằng chứng rõ ràng đầu tiên về sự chưng cất là từ các nhà giả kim thuật Hy Lạp ở Alexandria vào thế kỷ 1 sau công nguyên. Nước cất được biết đến vào ít nhất là năm 200 SCN, khi Alexander của Aphrodisias mổ tả quá trình chưng cất nước. Các nhà khoa học Trung Đông sử dụng phương pháp chưng cất rộng rãi trong các thí nghiệm giả kim thuật của họ, đáng chú ý nhất là nhà khoa học Jābir ibn Hayyān (Geber), Al-Kindi (Alkindus) người Ả-rập và nhà khoa học al-Razi (Rhazes) người Ba Tư.
Bằng chứng rõ ràng đầu tiên về việc chưng cất rượu được phát hiện tại Trường Salerno vào thế kỷ 12. Kỹ thuật chưng cất phân đoạn được Tadeo Alderotti phát triển vào thế kỷ 13.
Năm 1500, nhà giả kim người Đức là Hieronymus Braunschweig đã xuất bản cuốn sách Liber de arte destillandi (Sách về nghệ thuật chưng cất), đây là cuốn sách đầu tiên chỉ dành riêng để đề cập tới việc chưng cất, đến năm 1512 thì một phiên bản sửa đổi, bổ sung thêm rất nhiều đã được xuất bản. Năm 1651, John French đã xuất bản cuốn The Art of Distillation Lưu trữ ngày 19 tháng 2 năm 1999 tại Wayback Machine (Nghệ thuật chưng cất), đây là cuốn sách trích yếu chuyên môn tiếng Anh đầu tiên về các hoạt động thực nghiệm, mặc dù trong đó nói rằng rất nhiều vấn đề xuất phát từ tác phẩm của Braunschweig. Trong đó gồm cả các sơ đồ với con người trong hoạt động công nghiệp chứ không chỉ là mô hình hoạt động không. Những cái tên như "nước của sự sống" tiếp tục là nguồn cảm hứng cho tên của vài loại thức uống, như whisky Gaelic, eaux-de-vie Pháp và có thể cả vodka. Ngoài ra, rượu akvavit của người Scandinavia có tên gọi từ cụm từ Latin aqua vitae.

## Thời kỳ hiện đại

### Thời kỳ cận đại
Trong suốt thời kỳ cận đại (1500–1800), những người lãnh đạo Tin Lành như Martin Luther, John Calvin, những người lãnh đạo Giáo hội Anh giáo, và thậm chí cả những người Thanh giáo có những lời giáo huấn không có khác biệt đáng kể so với các lời giáo huấn của Giáo hội công giáo La Mã: rượu là món quà của Chúa trời và được tạo ra để sử dụng có chừng mực sẽ mang lại khoái lạc, niềm vui và sức khỏe; say rượu được xem là tội lỗi (xem thêm Thiên Chúa giáo và rượu).
Từ thời kỳ này ít nhất là đầu thế kỷ 18, thái độ đối với việc uống rượu được đặc trưng bởi một sự công nhận tiếp tục về bản chất tích cực của việc tiêu thụ vừa phải và mối quan tâm tăng lên theo các tác động tiêu cực của việc say rượu. Sau đó, việc uống rượu thường được xem như là kết quả của sự tự đam mê theo thời gian, được xem như là mối đe dọa tới sự cứu rỗi tinh thần cũng như xã hội. Say rượu cũng mẫu thuẫn với tầm quan trọng nổi lên trên việc làm chủ lý trí của bản thân, thế giới, trong công việc và hiệu quả.
Mặc dù ý tưởng là dùng rượu có chừng mực, nhưng mức tiêu thụ rượu thường xuyên cao. Trong thế kỷ 16, thức uống có cồn được tiêu thụ 100 lít/người/năm ở Valladolid, Tây Ban Nha và nông dân Ba Lan tiêu thụ đến 3 lít bia/ngày/người. Ở Coventry, Anh, số lượng bia và ale (một loại bia) tiêu thụ trung bình là khoảng 17 pint/người/tuần (1 pint = 568 ml), so với khoảng 3 pint /người/tuần ngày nay; trên toàn nước Anh, trung bình mỗi người dùng 1 pint/ngày. Người Thụy Điển thời trung cổ tiêu thụ lượng bia rượu cao gấp 40 lần so với người Thụy Điển hiện nay. Thủy thủ Anh nhận một khẩu phần ăn có một gallon bia mỗi ngày, trong khi các binh sĩ nhận khẩu phần có hai phần ba gallon mỗi ngày. Tại Đan Mạch, lượng bia tiêu thụ trung bình là khoảng một gallon/ngày đối với người lao động và thủy thủ trưởng thành. Một điều quan trọng cần lưu ý là bia ngày nay mạnh hơn bia thời kỳ đó rất nhiều. Bia ngày nay có nồng độ cồn khoảng 3-5%, còn bia thời xưa thì có nồng độ cồn khoảng 1% hoặc hơn một chút. Loại bia thời xưa còn được gọi là 'bia nhỏ', nó được uống thay nước, nhưng nó lại không được đun sôi vì thế người uống rất dễ mắc bệnh.
Tuy nhiên, việc sản xuất và phân phối các loại rượu mạnh lại lan truyền chậm. Việc uống rượu mạnh vẫn chủ yếu dùng cho mục đích y tế trong suốt thế kỷ 16. Người ta nói về rượu chưng cất như thế này: "thế kỷ 16 tạo ra nó; thế kỷ 17 củng cố nó; thế kỷ 18 phổ biến nó."
Một loại thức uống xuất hiện lần đầu trong thế kỷ 17 là rượu Sâm panh sủi bọt. Việc công nhận người phát triển loại rượu này chủ yếu nói đến Dom Perignon, một bậc thầy về rượu vang sống trong một tu viện ở Pháp. Mặc dù vậy, tài liệu cổ nhất về rượu vang sủi bọt là Blanquette de Limoux vào năm 1531, trong đó nhà khoa học và bác sĩ người Anh Christopher Merret đã đưa ra tài liệu về việc người làm rượu cho thêm đường vào rượu vang để bắt đầu quá trình lên men thứ hai đã diễn ra 6 năm trước khi Dom Perignon gia nhập Tu viện Hautvillers và trước hẳn 40 năm khi Dom Perignon tuyên bố mình là người phát minh ra Sâm panh. Khoảng năm 1668, Perignon sử dụng các chai khỏe, và phát minh ra một loại nút chai mới, sau đó ông bắt đầu phát triển kỹ thuật pha trộn lượng rượu. Tuy nhiên, cần một thế kỷ nữa thì các vấn đề về rượu sâm panh mới được giải quyết, đặc biệt là việc vỡ chai khi mở và sâm panh đã trở nên phổ biến.
Một loại rượu mạnh chưng cất từ ngũ cốc có tên gọi whisky (hay whiskey trong tiếng Anh-Ai Len) và nguồn gốc cụ thể của nó vẫn chưa được làm rõ nhưng việc chưng cất whisky đã được thực hiện ở Scotland và Ireland nhiều thế kỷ. Các tài liệu bằng văn bản đầu tiên nói về whisky có từ năm 1405 ở Ireland, việc sản xuất whisky từ mạch nha lúa mạch được đề cập lần đầu tiên ở Scotland vào năm 1494, dù vậy việc chưng cất rượu từ ngũ cốc cũng đã diễn ra ở Scotland và Ireland từ rất lâu trước những năm đề cập đến trong văn bản.
Rượu mạnh chưng cất thường được pha thêm hương vị quả cây bách xù (juniper). Kết quả là loại thức uống có tên gọi jenever, đây là từ "cây bách xù" trong tiếng Hà Lan. Người Pháp đổi tên thành genievre, còn người Anh đổi thành "geneva" (rượu cối hay rượu đỗ tùng) và sau đó chuyển thành "gin." Ban đầu rượu gin được sử dụng cho mục đích y học, việc dùng rượu gin như một thức uống xã hội đã không phát triển nhanh chóng. Tuy nhiên, năm 1690, Anh đã thông qua "Đạo luật khuyến khích chưng cất rượu mạnh (Spirit) và Brandy từ hạt ngũ cốc (corn)" và trong vòng 4 năm sau đó việc sản xuất rượu chưng cất hàng năm, hầu hết trong số đó là rượu gin đã đạt gần một triệu gallon. Cần lưu ý rằng từ "corn" trong tiếng Anh-Anh trong thời gian này nghĩa là "hạt" nói chung, trong tiếng Anh-Mỹ thì từ "corn" nghĩa là "ngô".
Vào đầu thế kỷ 18, Quốc hội Anh đã thông qua luật khuyến khích việc sử dụng ngũ cốc để chưng cất rượu mạnh. Năm 1685, lượng rượu gin tiêu thụ gần nửa triệu gallon nhưng đến năm 1714 đã tăng lên mức 2 triệu gallon. Năm 1727, lượng sản xuất chính thức (được kê khai và tính thuế) đạt đến 5 triệu gallon; 6 năm sau thì riêng khu vực London đã sản xuất 11 triệu gallon rượu gin. Chính phủ Anh tích cực thúc đẩy việc sản xuất rượu gin để tận dụng số ngũ cốc dư thừa và tăng thu nhập. Được khuyến khích bởi chính sách công cộng, các loại rượu cồn mạnh rẻ tiền đã tràn ngập thị trường vào thời điểm khi có rất ít sự kì thị đối với việc say rượu và khi các khu cho người nghèo phát triển ở London để làm giảm tình trạng mất an toàn và thực tế khắc nghiệt của cuộc sống đô thị. Vì vậy đã phát triển cái gọi là Bệnh dịch Gin.
Trong khi các tác động tiêu cực của hiện tượng đó có thể đã được phóng đại, Quốc hội Anh đã thông qua đạo luật vào năm 1736 nhằm căn cản việc tiêu thụ rượu gin bằng cách cấm bán rượu gin nếu ít hơn 2 gallon và tăng thuế đánh vào rượu gin. Tuy nhiên, sự tiêu thụ lên tới đỉnh vào 7 năm sau, khi nước Anh với dân số 6,5 triệu người đã uống hết 18 triệu gallon rượu gin vào năm 1743. Và hầu hết lượng rượu gin này được dân thành thị ở London và các thành phố khác tiêu thụ; người dân ở vùng nông thôn chủ yếu uống bia, ale và rượu táo.
Sau năm đỉnh cao ấn tượng đó, lượng rươu gin tiêu thụ đã nhanh chóng giảm xuống. Từ 18 triệu gallon vào năm 1743, đã giảm xuống còn hơn 7 triệu gallon vào năm 1751 và chỉ gần 2 triệu gallon vào năm 1758, và đến cuối thế kỷ 18 thì tốc độ tiêu thụ nói chung là liên tục giảm. Một số yếu tố xuất hiện đã tập trung lại để ngăn cản việc tiêu thụ rượu gin. Gồm việc sản xuất bia chất lượng cao hơn với mức giá thấp hơn, giá ngũ cốc tăng và thuế đã ảnh hưởng tới lợi thế về giá của rượu gin, một lệnh cấm chưng cất rượu tạm thời được ban hành, những phê phán chỉ trích ngày càng tăng đối với việc say rượu; một tiêu chuẩn hành vi mới hơn chỉ trích tính thô lỗ và lãng phí, lượng tiêu thụ trà và cà phê tăng, tăng lòng yêu nước và việc công nghiệp hóa tăng nhanh nhấn mạnh vào sự tỉnh táo và hiệu quả lao động.
Trong khi say rượu vẫn là một phần của cuộc sống được chấp nhận trong thế kỷ 18, đến thế kỷ 19 một thay đổi trong thái độ về việc say rượu đã xuất hiện do kết quả của công nghiệp hóa ngày càng phát triển và nhu cầu về một lực lượng công nhân tin cậy và đúng giờ. Kỷ luật tự giác là cần thiết thay thế cho sự tự biểu hiện, và định hướng nhiệm vụ phải thay thế cho sự vui vẻ thoải mái. Say rượu được coi như một mối đe dọa đến hiệu quả và tăng trưởng của nền công nghiệp.
Các vấn đề thường liên quan với công nghiệp hóa và đô thị hóa nhanh chóng cũng là do rượu. Vì vậy, các vấn đề như tội phạm đô thị, tỷ lệ đói nghèo và trẻ sơ sinh tử vong cao đã được đổ lỗi cho rượu, mặc dù "có thể việc tăng mật độ dân số và thất nghiệp đã có nhiều ảnh hưởng tới những vấn đề trên". Theo thời gian, thêm nhiều hơn nữa cá nhân, xã hội và các vấn đề tôn giáo/đạo đức sẽ đổ lỗi cho rượu. Và sẽ không chỉ đủ để ngăn chặn việc say rượu; bất kỳ việc sử dụng rượu nào sẽ trở được nhìn nhận là không chấp nhận được. Các nhóm xã hội bắt đầu bằng cách thúc đẩy việc sử dụng vừa phải rượu thay vì lạm dụng chúng, cuối cùng sẽ tạo thành phong trào hạn chế rượu mạnh và thúc ép để cấm hoàn toàn việc sản xuất và phân phối thức uống có cồn. Thật không may, điều này sẽ không loại bỏ được các vấn đề xã hội đó nhưng nó sẽ làm phức tạp thêm tình hình do tạo thêm các vấn đề mới nảy sinh ở bất cứ nơi nào nó được thực hiện.

### Thuộc địa châu Mỹ

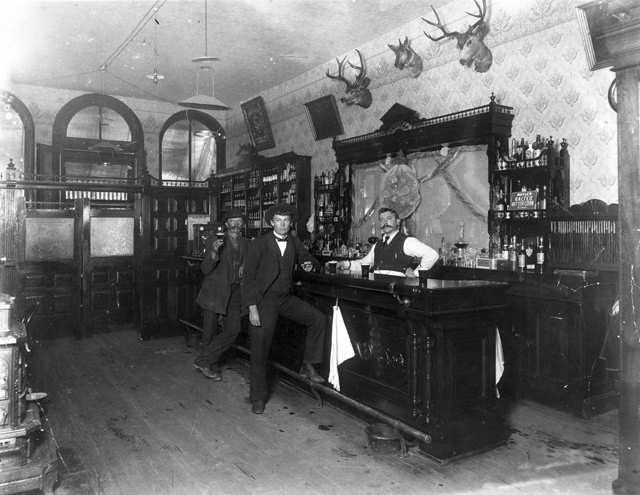
Bên trong quán rượu Toll Gate Saloon ở Black Hawk, Colorado (1897).

Thức uống có cồn đóng một vai trò quan trọng ở Thuộc địa châu Mỹ từ thời kỳ đầu. Những người Thanh giáo đã mang nhiều bia hơn nước trên tàu Mayflower khi họ khởi hành tới Tân thế giới. Điều này có vẻ xa lạ với người Thanh giáo nhìn từ bối cảnh hiện đại, điều này nên được hiểu rằng thức uống như rượu vang và bia vào thời đó an toàn hơn nước – nguồn nước này thường được lấy từ những nơi gần cống rãnh và bãi rác. Kinh nghiệm của họ cho thấy rằng uống rượu an toàn hơn so với nguồn nước thường bị ô nhiễm ở Châu Âu. Rượu là thuốc giảm đau hiệu quả, cung cấp năng lượng cần thiết cho công việc nặng nhọc, và nói chung là nâng cao chất lượng cuộc sống.
Như tổ tiên người Anh của họ hàng trăm năm trước đã uống bia và ale. Cả ở Anh và Thế giới mới, cả nam, nữ và tất cả các lứa tuổi thường uống bia trong bữa ăn. Vì nhập khẩu một nguồn cung cấp bia sẽ rất đắt tiền, nên những người định cư đầu tiên đã ủ bia cho riêng mình. Tuy nhiên, rất khó để làm cho bia có vị giống với loại bia họ đã quen uống, vì nấm men hoa dã gây ra vấn đề trong quá trình lên men và dẫn đến bia đắng, làm bia không ngon. Mặc dù cây hoa bia hoa dã mọc ở New England, nhưng hạt giống cây hoa bia vẫn được đặt mua từ Anh để đảm bảo có đủ nguyên liệu làm loại bia truyền thống. Trong khi đó, những người đi khai hoang đã ứng biến làm một loại bia được ủ từ cành vân sam đỏ và đen được đun sôi trong nước, cũng như loại bia gừng.

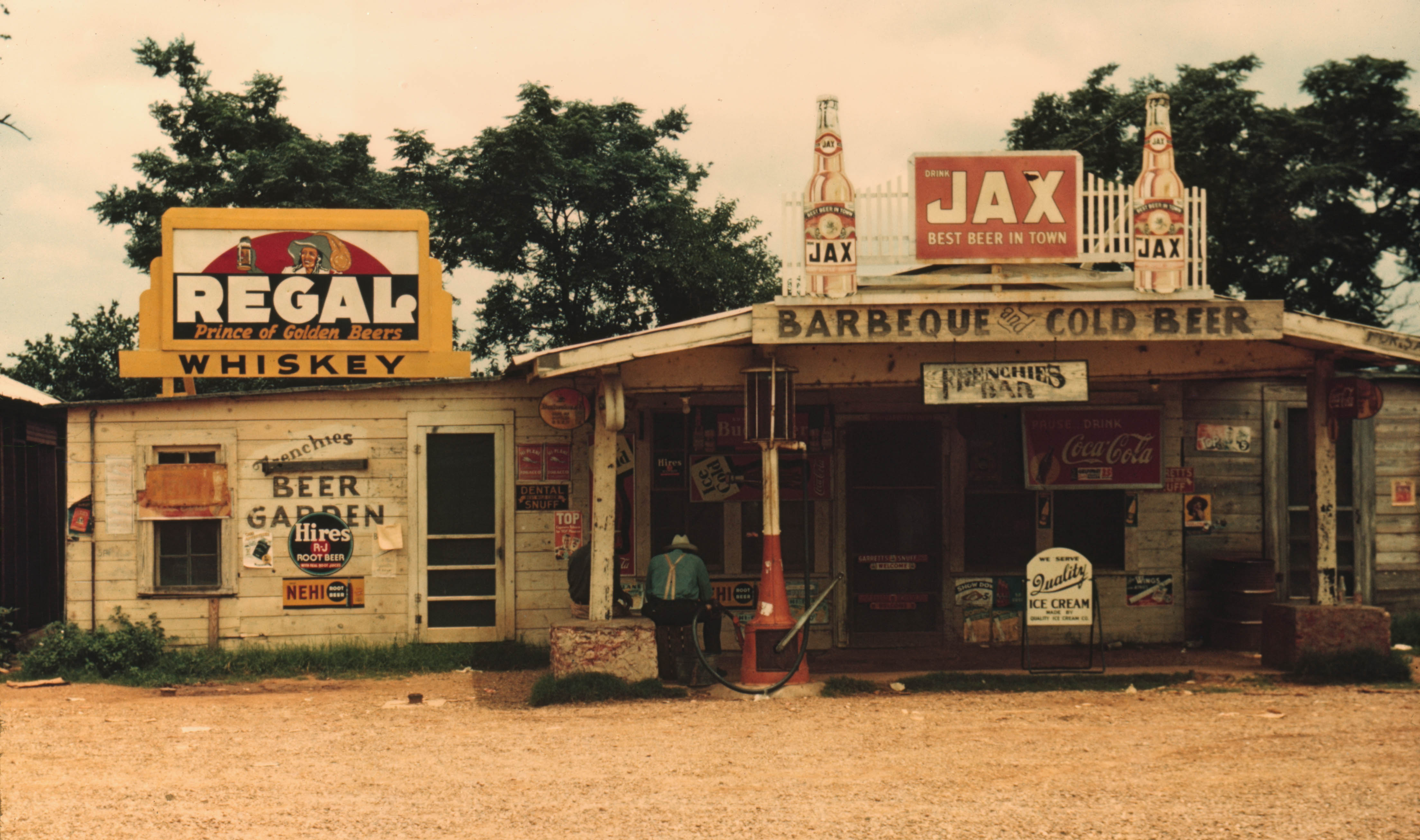
Một quán bar trong thời kỳ khủng hoảng ở Melrose, Louisiana.

Bia được ký hiệu X, XX, hoặc XXX theo nồng độ cồn của nó. Những người đi khai hoang cũng học được cách để làm nhiều loại rượu vang từ trái cây. Họ thêm vào rượu vang các loại hoa, thảo dược và thậm chí cả lá sồi. Ban đầu, những người trồng nho Pháp đã được đưa đến Thế giới mới để dậy những người định cư trồng nho.

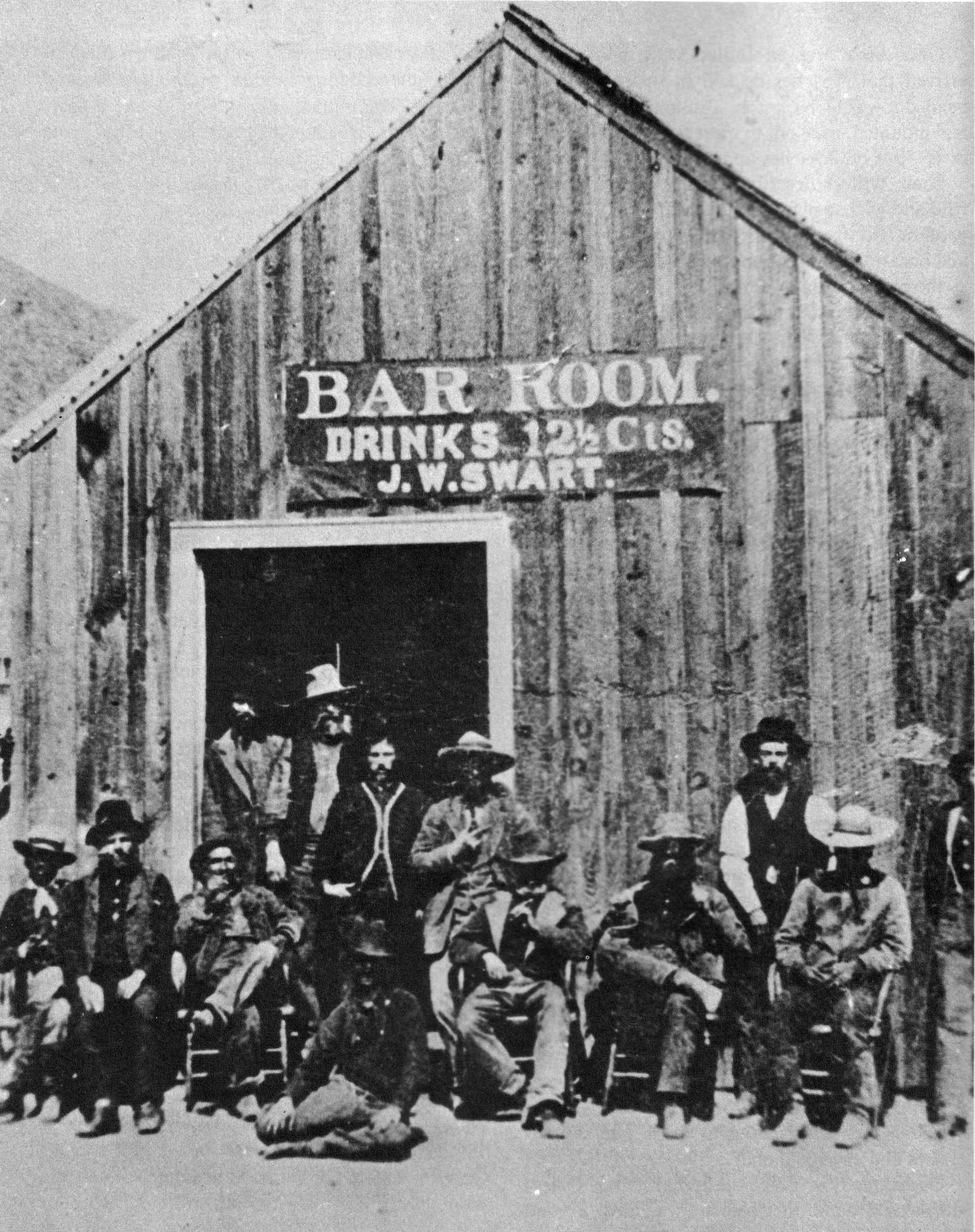
Quán bar J.W. Swarts ở Charleston, Arizona năm 1885

Những người định cư tôn trọng truyền thông tin rằng rượu chưng cất là aqua vitae, hay nước của sự sống. Tuy nhiên rượu rum lại không có nhiều cho đến sau năm 1650, khi nó được nhập khẩu từ vùng Caribbean. Giá của rượu rum bắt đầu giảm khi giới thực dân bắt đầu nhập khẩu mật đường và đường mía trực tiếp và tự chưng cất chúng. Năm 1657, một nhà máy chưng cất rượu rum được mở và hoạt động ở Boston. Nó đã rất thành công và trong một thế hệ việc sản xuất rượu rum đã trở thành ngành lớn nhất và thịnh vượng nhất ở vùng thuộc địa New England.
Hầu hết các thành phố quan trọng từ Massachusetts tới Carolinas đều có một nhà chưng cất rượu rum để đáp ứng nhu cầu địa phương tăng rất nhanh. Rượu rum thường được dùng trong các thức uống hỗn hợp rất được ưa chộng gồm cả flip (bia trộn rượu pha đường hâm nóng). Đây là một thức uống mùa động phổ biến được làm từ rượu rum và bia ngọt với đường và được hâm nóng bằng cách nhúng một que sắt nóng đỏ vào cốc. Rượu được xem là tích cực trong khi việc lạm dụng nó bị lên án. Increase Mather (mất năm 1723) đã bày tỏ cái nhìn chung trong một bài thuyết giảng chống lại việc say rượu: "Rượu bản thân nó là một tay sai tốt của Chúa, và được tiếp nhận với lòng biết ơn, nhưng việc lạm dụng rượu là từ Satan; rượu vang là từ Chúa, nhưng những kẻ say rượu là từ Quỷ dữ."